# Stitch & Co. – Der Film
Stitch & Co. – Der Film ist ein US-amerikanischer Zeichentrickfilm der Walt Disney Company. Als Pilotfilm zur Fernsehserie Lilo & Stitch, die auf dem Film Lilo & Stitch basiert, erzählt die Handlung die weiteren Abenteuer von Lilo, Jamba, Pliiklii, Nani und Stitch. Stitch & Co. – Der Film ist eine Direct-to-Video-Produktion aus dem Jahr 2003.

## Handlung
Nachdem sich Lilo, Dr. Jamba, Pliiklii, Nani und Stitch (alias Experiment 626) an ihr neues Leben auf der Erde gewöhnt haben, kommt eines Tages plötzlich Kapitän Gantu und entführt Jamba im Auftrag von Dr. Hans van Hamsterdam, Jambas Ex-Partner. Dabei nimmt er das Experiment 625 mit. Im Austausch gegen Dr. Jamba fordert er alle übrigen 624 Experimente. Wie es sich herausstellte, hatte Jamba alle anderen 625 Experimente auf der Erde in einem geheimen Container versteckt. Neugierig öffnen Lilo und Stitch den Container. Jedoch lassen sie dabei Experiment 221 frei und haben damit nur 623 Experimente. Es gelingt ihnen, 221 wieder einzufangen, jedoch sieht Stitch in ihm einen Verwandten und will ihn nicht hergeben. „Blitzi“ wird von Lilo freigelassen und Stitch rettet Jamba. Danach werden Lilo und Stitch von Dr. van Hamsterdam entführt. Dieser will nun Lilo an einen Zoo verkaufen und Stitch für seine private Armee klonen. Experiment 221 kann die beiden retten und sie lassen alle Experimente über Hawaii frei.
Die Präsidentin des hohen Rates gibt Lilo und Stitch den Auftrag, die Experimente aufzuspüren und für sie eine passende Umgebung zum Leben zu finden. Inzwischen wird ganz Hawaii von außerirdischen Experiment überschwemmt, welche Chaos auf den Inseln auslösen. Lilo und Stitch beginnen mit der Jagd auf die Experimente.

## Synchronisation
| Rolle                      | Englischer Sprecher      | Deutscher Sprecher       |
| -------------------------- | ------------------------ | ------------------------ |
| Lilo                       | Daveigh Chase            | Shir-Aviv Hommelsheim    |
| Stitch/Experiment 626      | Chris Sanders            | James Gardiner           |
| Nani                       | Tia Carrere              | Anna Carlsson            |
| Dr. Jamba Jookiba          | David Ogden Stiers       | Roland Hemmo             |
| Agent Pliiklii             | Kevin McDonald           | Oliver Rohrbeck          |
| David Kawena               | Dee Bradley Baker        | Timmo Niesner            |
| Cobra Bobo                 | Ving Rhames              | Tilo Schmitz             |
| Präsidentin des Hohen Rats | Zoe Caldwell             | Gisela Fritsch           |
| Kapitän Gantu              | Kevin Michael Richardson | Engelbert von Nordhausen |
| Dr. van Hamsterdam         | Jeff Bennett             | Stefan Gossler           |

- Buch: Alexander Löwe
- Dialogregie: Frank Lenart